# روفائيل سوارس
روفائيل سوارس (1846 ـ 1902) هو رجل أعمال إيطالي-مصري، أسس مع أشقائه يوسف (1837 ـ 1900) وفيلكس (1844 ـ 1906) من عائلة يهودية سفاردية هاجرت من ليفورنو في إيطاليا و استقرت في مصر في النصف الأول من القرن التاسع عشر.
أسس مع اخوته مؤسسة سوارس Suares سنه 1875م

عربيات سوارس لنقل الركاب

وفي سنه 1880م، أسس روفائيل سوارس، البنك العقاري المصري مع رأس المال الفرنسى ومع شركات رولو وقطاوي.
وفي سنة 1898م بالتعاون مع البريطاني سير إرنست كاسل أسس البنك الأهلي المصري, بالإضافة لتمويل بناء خزان أسوان.
اشترت عائلة سوارس مع عائلة قطاوي 300 ألف فدان من أراضي الدائرة السنية ثم باعوها لكبار الملاك والشركات العقارية. 
كما اشترك سوارس مع رأس المال الفرنسى في تأسيس شركة عموم مصانع السكر والتكرير المصرية سنة 1897م والتي ضمتها سنه 1905م شركة وادي كوم أمبو المساهمة، وكانت من أكبر المشروعات المشتركة بين شركات قطاوي وسوارس ورولو ومنَسَّى، وكانت أيضاً واحدة من أكبر الشركات الزراعية في مصر كما شاركت سوارس في تأسيس شركة مياه طنطا.
أما في مجال النقل البرى، أسست شركة سوارس لعربات نقل الركاب، حتى أن شاع تسمية وسيلة النقل هذه على اسم العائلة: السوارس
وكما تعاونت عائلة سوارس مع عائلة قطاوي في إقامة الهيئة القومية لسكك حديد مصر. كمان امتلكت سوارس مساحات واسعة من الأراضى الزراعيه واراضى البنا في وسط القاهرة إلى أن تم تسمية أحد الميادين باسم "ميدان سوارس" نسبة إلى فليكس سوارس، لكن اسم الميدان تغير لـميدان مصطفى كامل عام 1939م.
امتلكت عائلة سوارس حصص وأسهم في شركات كثيرة، وكان كثير من أفراد العائلة في مواقع رئيسية وإدارية. فكان ليون سوارس (ابن فليكس سوارس) مدير شركة أراضى الشيخ فضل ومدير شركه وادي كوم أمبو. وبعد وفاة ابيه ترك ليون مؤسسه سوارس كي يخلف ابيه في إدارة البنك الأهلي المصري والبنك العقاري المصري .
أما إدغار سوارس فكان ريس الجماعة اليهودية في اسكندرية في الفترة من (1914 - 1917)م